# Papalanto
Papalanto est une ville située dans l'État d'Ogun, au sud-ouest du Nigeria, dans la zone de gouvernement local d'Ewekoro. Elle se trouve à l'intersection des routes Lagos-Abeokuta et Sagamu-Ilaro, ce qui en fait un carrefour stratégique pour le commerce et les transports,.

## Histoire
La ville a été fondée au XVIIIe siècle par Adeitan, un chasseur du peuple Owu. Selon la tradition, l'oracle Ifa lui aurait conseillé de s'établir à un endroit où les routes mènent aux quatre points cardinaux. Arrivé à l'emplacement actuel de Papalanto, Adeitan consulta de nouveau l'oracle, qui lui conseilla de s'y installer. Lui et son épouse, Olaito, y vécurent sans enfants ni proches pendant quelques années. Le premier à les rejoindre fut Famuyiwa Adegoyinbo, originaire de la maison Amororo à Totoro, Abeokuta, une des maisons régnantes du royaume Owu. Après plusieurs années, Famuyiwa fut adopté comme leur fils en raison de leur absence d'enfants et hérita de leurs biens ainsi que de Papalanto,.

## Origine du nom
Le nom Papalanto provient de la combinaison de pápá, signifiant champ en yoruba, et Olaito, le nom de l'épouse d'Adeitan. Ainsi, "Papalanto" signifie le champ d'Olaito.

## Économie et infrastructures
Papalanto abrite la centrale électrique d'Olorunsogo, une centrale à turbine à gaz de 335 MW. La première phase du projet, comprenant la construction de huit turbines à gaz de 41,87 MW chacune, a débuté en septembre 2004 et a été mise en service en mai 2007. Une société spéciale, Olorunsogo Power Plc, a été créée pour gérer la centrale. La deuxième phase du projet visait à ajouter 750 MW supplémentaires à la centrale de Papalanto, avec l'installation de quatre turbines à gaz General Electric et de deux turbines à vapeur. Cette phase a été achevée en mars 2015 et inaugurée par l'ancien président Goodluck Jonathan

## Culture
Papalanto est sous la souveraineté de l'Olowu d'Abeokuta, qui a installé son Oba, l'Onipapa de Papalanto. La ville est également connue pour sa culture de la canne à sucre, une activité pratiquée depuis l'époque précoloniale.

## Transport
Grâce à sa position stratégique, Papalanto est un point névralgique pour le transport et le commerce dans la région, facilitant les déplacements entre Lagos, Abeokuta, Sagamu et Ilaro,.

## Géographie
Papalanto est située à une latitude de 6°53'12" N et une longitude de 3°11'52" E. La ville bénéficie,.